# 中川直哉
中川 直哉（なかがわ なおや、1927年 - ）は、日本の有機化学者。電気通信大学名誉教授。理学博士。

## 略歴
静岡県立静岡中学校に学ぶ。1948年3月、東京大学理学部化学科卒業。名古屋大学助手を経て、1960年4月、電気通信大学講師。同助教授、教授を経て、名誉教授。
2008年、UECコミュニケーションミュージアム学術調査員。

## 著作

### 単著
- 『電気通信大学黎明期の研究』 テクネ 2015.9
- 『分子の中の電子の流れ : 量子化学を学ぶ準備』 講談社 	1985.4
- 『とかして遊ぼう』 中川直哉 文 ; 村田道紀 絵 岩波書店 1979.11
- 『自然のなかの酸とアルカリ』 中川直哉 文 ; 村田道紀 絵 岩波書店 1979.3
- 『有機化学における物理的方法 3巻 NMRスペクトルの解釈』 共立出版 1966

### 共著
- 『新版 岩波ジュニア講座 1 すがたを変える物質』 井上勝也, 中川直哉, 山崎正勝 岩波書店 1994.4
- 『宇宙と地球の化学』 増田彰正，中川直哉，田中剛 大日本図書 1991.7
- 『物質の進化 : 日本科学者会議創立20周年記念 21世紀への跳躍3』 中川直哉 編 三省堂 1988.11
- 『高分解能核磁気共鳴 : 化学への応用』 藤原鎮男, 中川直哉, 清水博 丸善 1962

### 共訳
- 『磁気共鳴スペクトル : その理論と解釈』 W.T.Dixon 著 ; 中川直哉, 高田加奈子, 柳川修 訳 東京化学同人 1976